# Boeica nutans
Boeica nutans är en tvåhjärtbladig växtart som beskrevs av Ridley. Boeica nutans ingår i släktet Boeica och familjen Gesneriaceae. Inga underarter finns listade i Catalogue of Life.